# ザビエル公園 (鹿児島市)
ザビエル公園（ザビエルこうえん）は、鹿児島県鹿児島市東千石町にある都市公園（街区公園）である。

## 概要
キリスト教の布教のため来日し、最初に鹿児島を訪れたフランシスコ・ザビエルの来航400年を記念して作られた。
かつては明治時代に日本最初の仏和辞典を作成したエミール・ラゲ神父が建てた記念教会だったが、太平洋戦争中に空襲で焼失。1949年、ザビエル来航400年を記念して公園を造営した。1961年に、教会の廃材を使用し設置したのが、ザビエル来鹿記念碑である。
公園内にはほかにザビエルの等身大像や、ザビエルが彼の日本での布教に協力したヤジロウ、鹿児島のベルナルドと共に布教活動を行なう様子を描いた銅像がある。
また、公園の向かいにはザビエルを記念した、カトリック鹿児島カテドラル・ザビエル教会が建てられている。

## 交通
- JR鹿児島中央駅から市営バスカゴシマシティビューで8分、ザビエル公園前下車すぐ。
- 鹿児島中央駅前電停から鹿児島市電「高見馬場停留場」下車、徒歩5分。

## ギャラリー

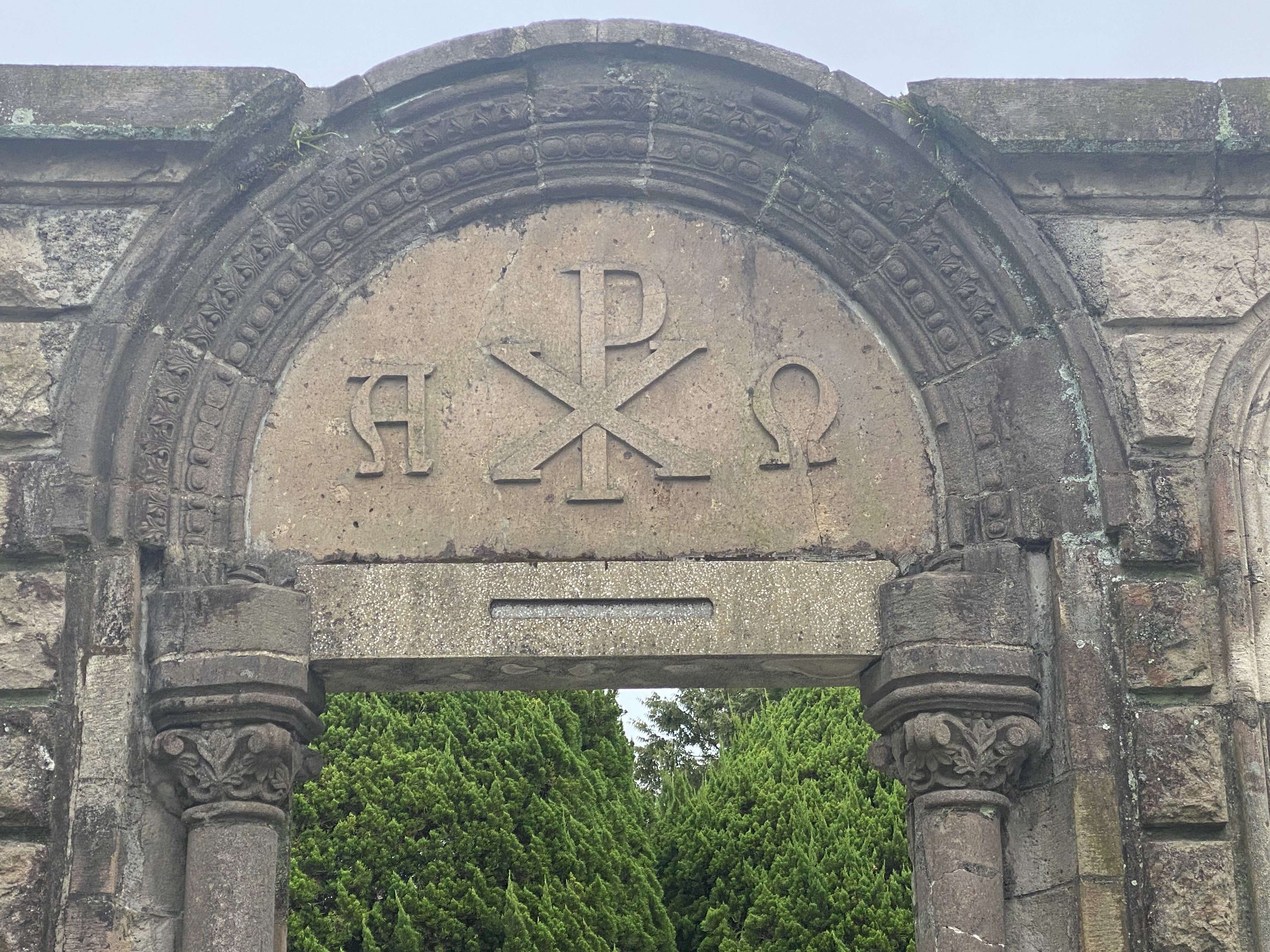
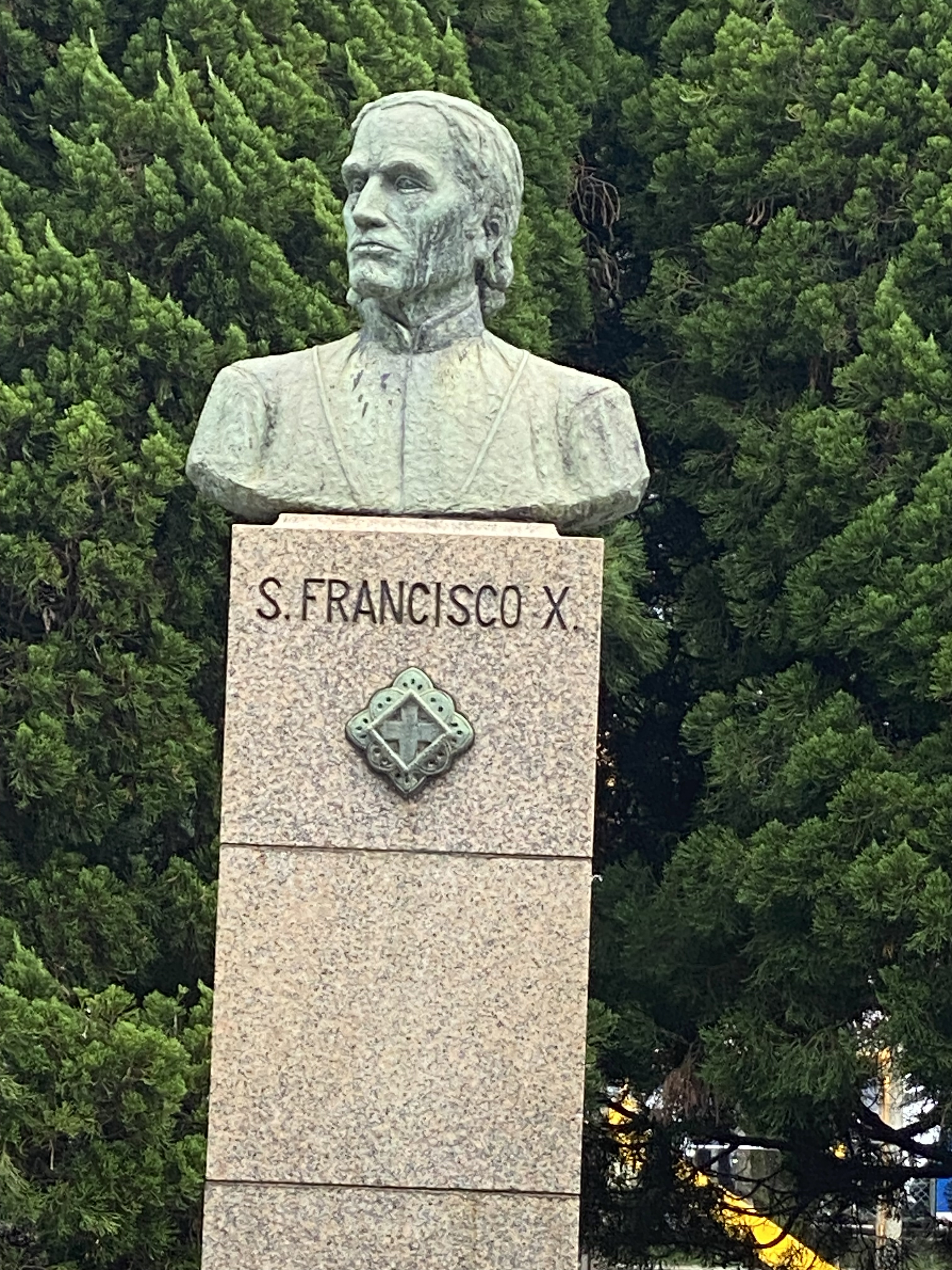
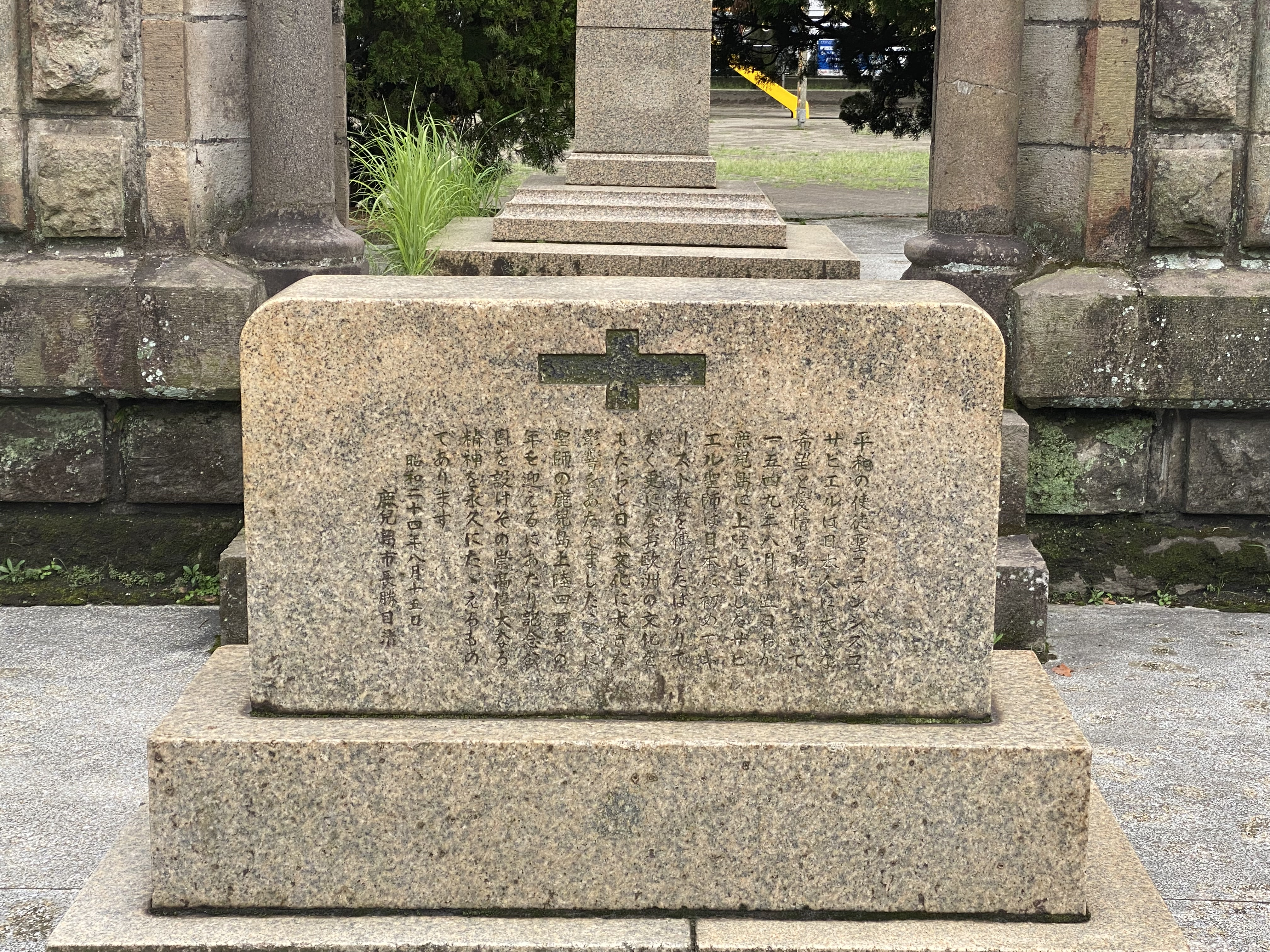
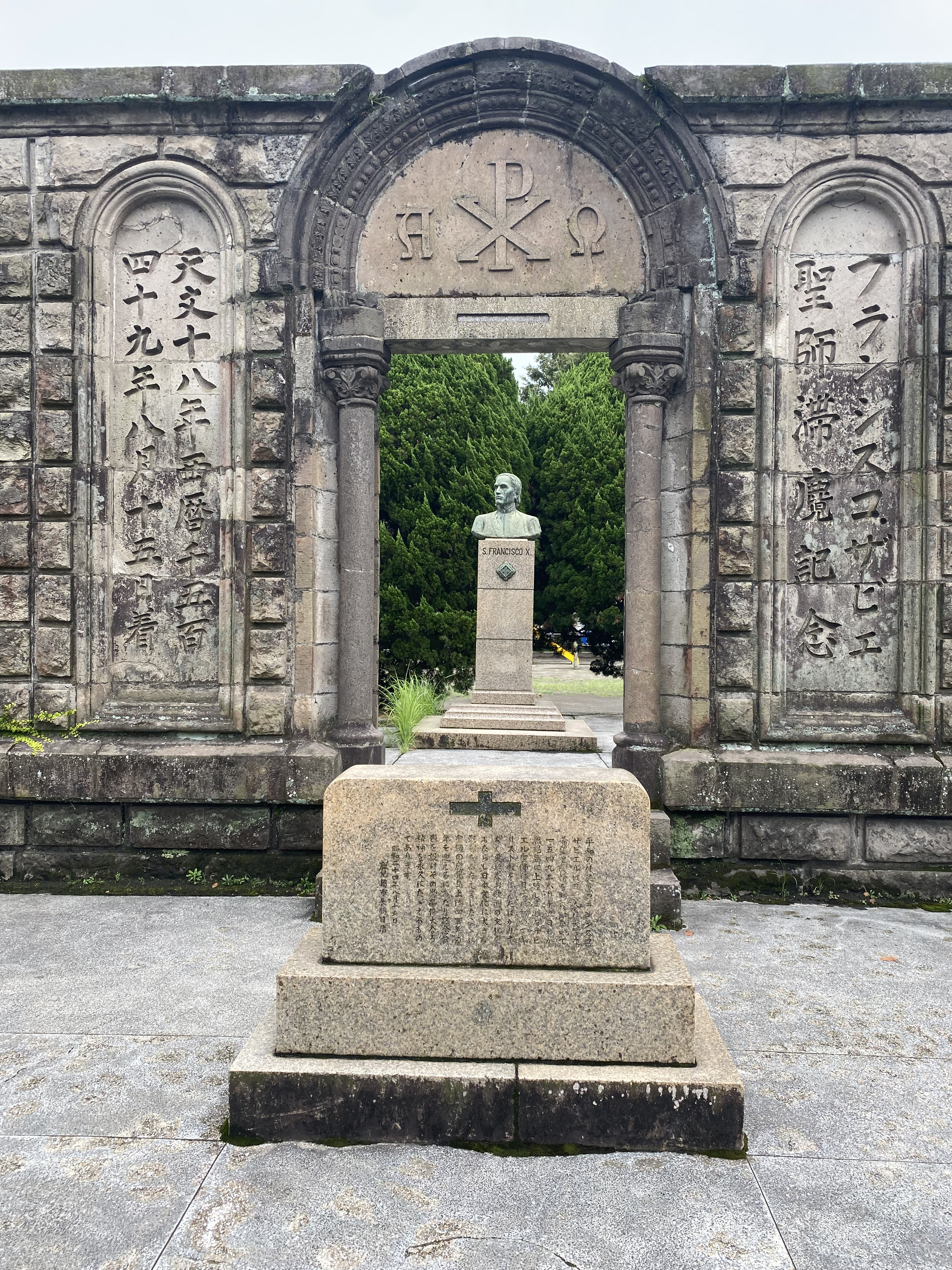
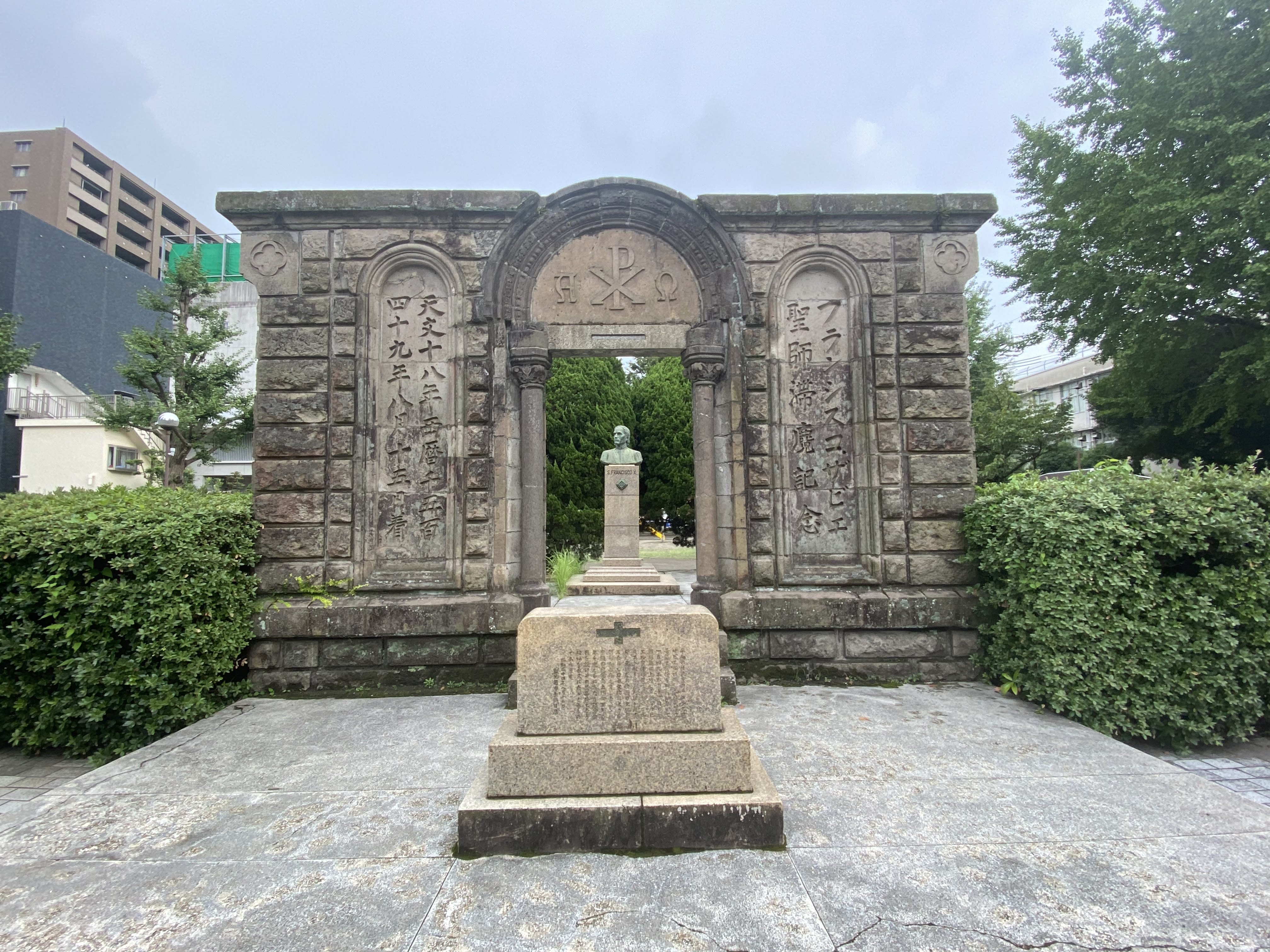
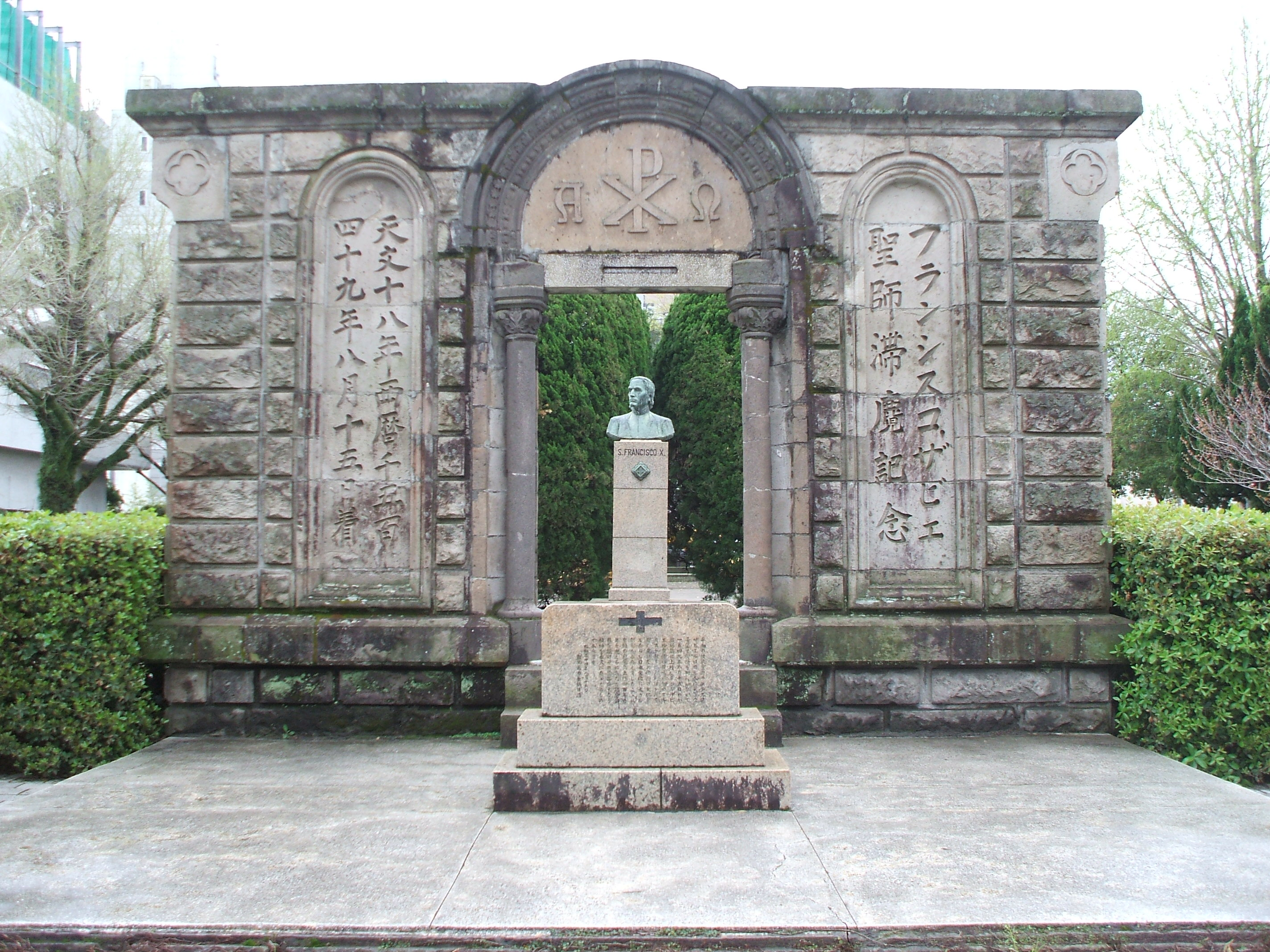
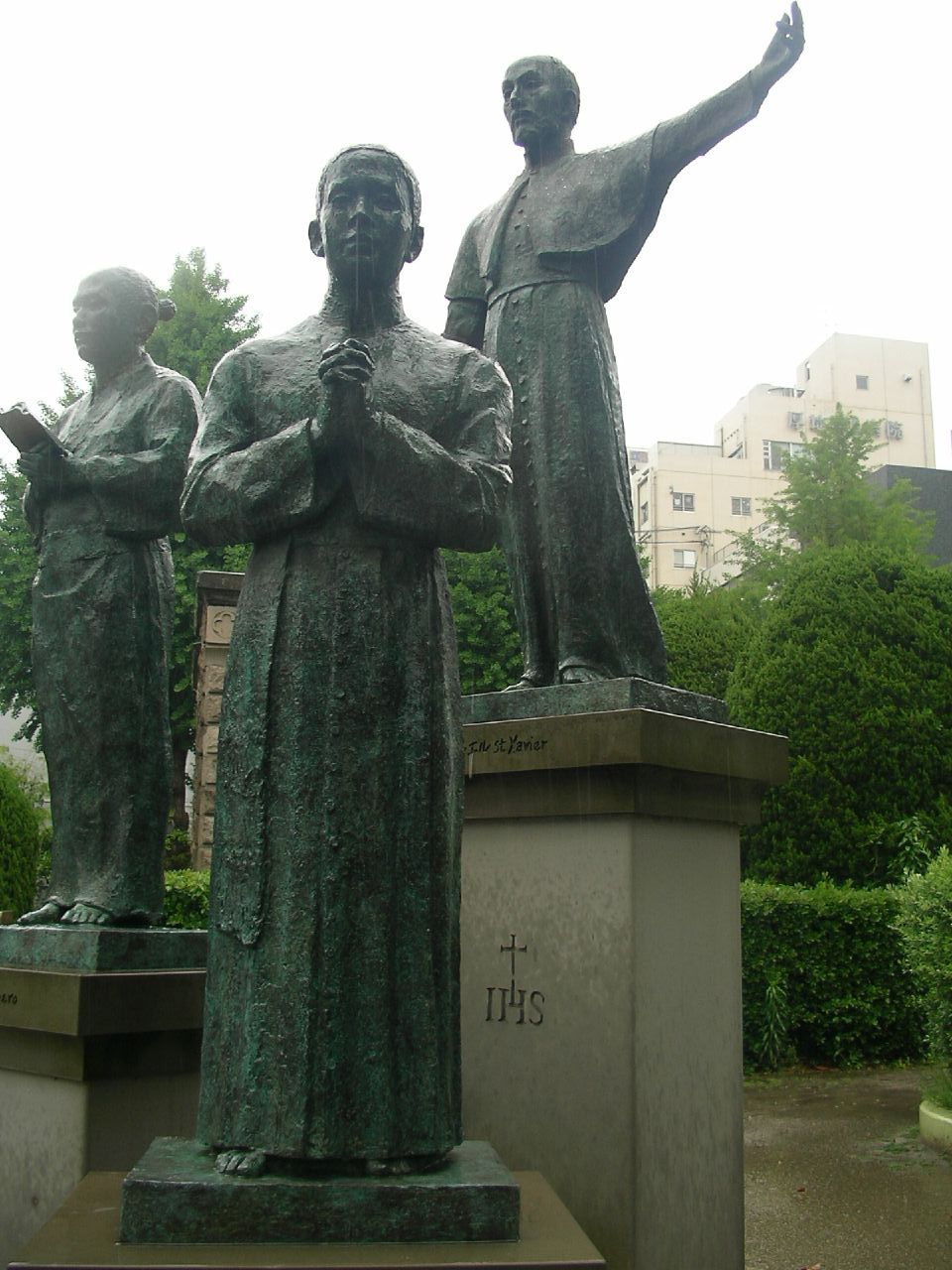